# Scânteiești
Scânteiești is een Roemeense gemeente in het district Galați.
Scânteiești telt 2643 inwoners.